# Heinz Lehmann (Politiker, 1951)

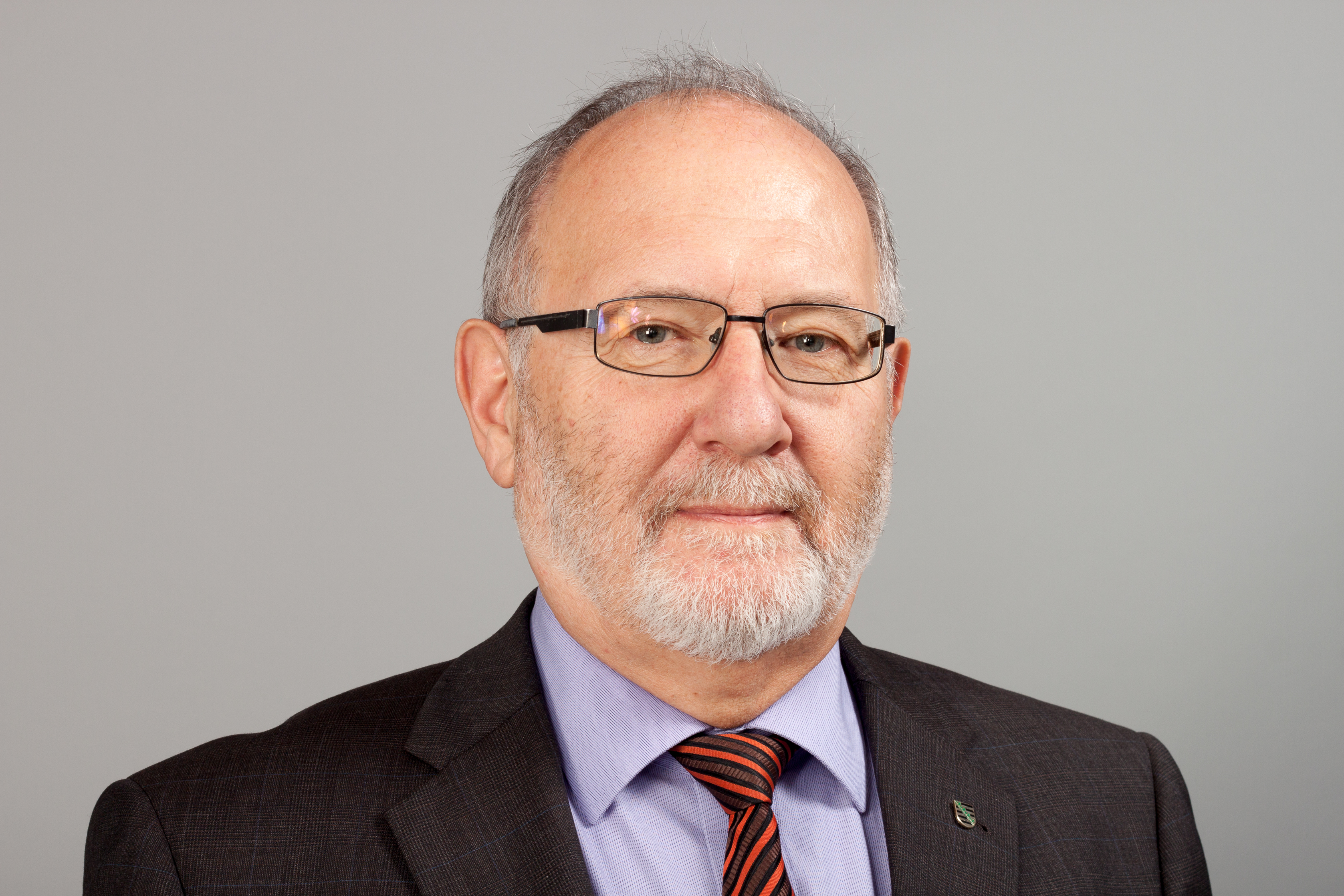
Heinz Lehmann, 2013

Heinz Lehmann  (* 9. Januar 1951 in Neusalza-Spremberg) ist ein deutscher Politiker (DDR-CDU, ab 1990 CDU). Er war zwischen 1990 und 2019 Mitglied des Sächsischen Landtags.

## Leben
Heinz Lehmann wurde 1970 Werkzeugmacher und machte im Anschluss 1973 sein Abitur. Es folgte ein Physik-Studium an der Martin-Luther-Universität Halle-Wittenberg von 1973 bis 1978. In den Jahren 1978 bis 1991 war er als Mitarbeiter in dem Bereich Erzeugnisentwicklung tätig. Dort war er Gruppenleiter im Bereich Kunststofftechnologie, Gruppenleiter im Bereich Formenbautechnologie und Abteilungsleiter im Bereich Fertigungsmittelbau.
Er ist verheiratet, hat vier Kinder und ist in der römisch-katholischen Kirche.

## Politik
Heinz Lehmann wurde 1979 Mitglied der Ost-CDU und  1989 Vorstandsmitglied des Stadtverbandes Neusalza-Spremberg. Seit 1993 ist er Vorsitzender des CDU-Kreisverbandes Löbau-Zittau. Für seine Partei sitzt er seit 1990 im Stadtrat in Neusalza-Spremberg.
Er wurde 1990 erstmals über den Wahlkreis 34 (Löbau I) in den Sächsischen Landtag gewählt und saß seitdem durchgehend im Landtag. In der dritten Wahlperiode (1999 bis 2004) war er Vorsitzender des Ausschusses für Wirtschaft, Arbeit, Technologie und Tourismus. In der vierten Wahlperiode (2004–2009) vertrat er seine Fraktion im Ausschuss für Wirtschaft, Arbeit und Verkehr sowie im Ausschuss für Geschäftsordnung und Immunitätsangelegenheiten, zudem war er 1. stellvertretender Fraktionsvorsitzender und Parlamentarischer Geschäftsführer. Danach war er Vorsitzender im Ausschuss für Schule und Sport und Mitglied im Ausschuss für Wirtschaft, Arbeit und Verkehr. Seit 2010 gehörte er dem Ausschuss der Regionen der Europäischen Union an.